# إنتر ميامي ب
نادي ميامي 2 لكرة القدم (بالإنجليزية: Inter Miami Club de Fútbol II)‏ أو اختصاراً إنتر ميامي 2 هو نادي كرة قدم أمريكي محترف، مقره في فورت لودرديل في فلوريدا يلعب في دوري الدرجة الثالثة الأمريكي (أم أل أس نكست برو ‏)،تأسس النادي في الأول من فبراير عام 2020، وكان يحمل اسم نادي فورت لودرديل لكرة القدم قبل أن يتم تغييره إلى اسمه الحالي في عام 2022 وهو الفريق الاحتياطي (الرديف) لنادي انتر ميامي الذي ينشط في الدوري الأمريكي الممتاز.

## تاريخ
في 9 أكتوبر 2019، أعلن إنتر ميامي من الدوري الأمريكي لكرة القدم أنه سيُشكل فريقًا احتياطيًا ليلعب في بطولة الدوري الأمريكي الدرجة الأولى في عام 2020. بعد بضعة أشهر، في 1 فبراير 2020، أعلن النادي عن تسمية الفريق باسم نادي فورت لودرديل لكرة القدم وأنه سيلعب على ملعب نادي ميامي لكرة القدم المؤقت للفريق الرئيسي. أعلن النادي في 6 ديسمبر 2021، أنه سينضم إلى موسم أم أل أس نكست برو ‏ الافتتاحي المكون من 21 فريقًا والذي يبدأ في عام 2022. غُير الاسم إلى نادي ميامي 2 لكرة القدم.